# AN/SQS-56
AN/SQS-56は、アメリカ合衆国のレイセオン社が開発したフリゲート用ソナー。のちにDE-1160として輸出にも供された。

## 来歴
1960年代中盤以降、アメリカ海軍の護衛駆逐艦（DE）は、低周波・大出力で大型のAN/SQS-26を標準装備としていた。これは、前任のAN/SQS-23においてアスロックにマッチした直接探知範囲（direct path）を達成したのを踏まえて、これに加えて収束帯（CZ）のように外洋域で見られる特殊な水中音波伝搬特性を活用することで、更なる長距離探知を狙ったものであった。
しかし、これらのソナーについては、低周波ゆえに長距離探知を期待しうる一方で、その裏返しとして分解能が低いこともあり、ソナー探知距離内に存在する潜水艦を探知できないままに攻撃を受ける、「スリップ」と称される戦術現象の恐れが指摘されていた。また、AN/SQS-26で着手された低周波対潜戦術の確立に伴い、新たなパッシブ音響センサーとして戦術曳航ソナーも実用化されていた。このことから、1970年代にアメリカ海軍がコンセプト開発に着手したパトロール・フリゲート（PF; 後のオリバー・ハザード・ペリー級ミサイルフリゲート）においては、遠距離での対潜探知は戦術曳航ソナーやLAMPSヘリコプターに委託し、艦装備のソナーは、中周波を使用することでより分解能に優れ、また、小型（すなわち低コスト）の機種が検討されるようになった。このことから、カナダのSQS-505に範をとって開発されたのが本機である。
1974年-1975年にかけてミサイルフリゲート「タルボット」で行われた評価試験を経て、技術開発は1977年10月に完了した。量産は1979年より開始された。

## 設計
AN/SQS-26にかわってAN/SQS-56を搭載したことによって、ペリー級は、おそらく600トンの排水量削減を実現したものと考えられている。一方で、上記のコンセプト開発に基づいて、収束帯（CZ）などには非対応であり、直接探知範囲に限定されていた。このため、探知距離はおそらく8km程度であろうと推測されている。
送振モードとしては下記のようなモードがある。
- 全方向送信（ODT）- パルス幅5.0-160ミリ秒、音源レベル218 dB
- 逐次方向送信（RDT）- パルス幅5.0-2,180ミリ秒、音源レベル232 dB
- 三重逐次方向送信（TRDT）- パルス幅5.0-1,940ミリ秒、音源レベル227 dB
- 広域逐次方向送信（wide RDT）- パルス幅5.0-700ミリ秒、音源レベル225 dB。30-120度のセクター走査。

音響信号・情報処理のため、AN/SQS-56には5つの処理装置と1つのコンソールが付属している。また、ペリー級では、戦術曳航ソナー（TACTAS）や多用途ヘリコプター（LAMPS）の入力を統合処理化するとともにMk.116水中攻撃指揮装置と連接したAN/SQQ-89としてシステム構築されている。
その後、SQS-56を元にした輸出版として、下記のようなDE-1160シリーズが開発された。
DE-1160B
標準的な輸出版。音響尖頭出力は30 kW（平均7.2 kW）。価格は350-450万ドルとされている。
DE-1160C
DE-1160Bの改良版であり、AN/SQS-56の輸出版。
DE-1160LF
より大型で、3.75キロヘルツの低周波を使用できるようにしたモデル。通常は艦首装備とされる。周囲に100、垂直方向に48のアレイが配置され、ここには216個の送受波器が36本のステーヴとして収容されている。
DE-1163
DE-1160Bを可変深度ソナーとしたもの。
DE-1164
DE-1160とDE-1163を統合した統合ソナー・システム。
DE-1167（AN/SQS-58）
DE-1160の小型化版。周波数は12または18 kHzとなっている。
DE-1167LF
DE-1167の低周波化版。周波数は7.5 kHzとなっている。

## 採用国と搭載艦

### SQS-56
いずれもオリバー・ハザード・ペリー級ミサイルフリゲート、あるいはそのライセンス生産版である
 アメリカ海軍/ エジプト海軍/ ポーランド海軍
- オリバー・ハザード・ペリー級ミサイルフリゲート

 オーストラリア海軍
- アデレード級フリゲート

 バーレーン海軍
- 「サバー」

 台湾海軍
- 成功級フリゲート

 スペイン海軍
- サンタ・マリア級フリゲート

 トルコ海軍
- G級フリゲート

### DE-1160シリーズ
イタリア海軍
- ミネルヴァ級コルベット（DE-1167）
- ルポ級フリゲート（DE-1160B）
- マエストラーレ級フリゲート（DE-1164）
- デ・ラ・ペンネ級駆逐艦（DE-1164LF）
- 軽空母「ジュゼッペ・ガリバルディ」

 大韓民国海軍
- 蔚山級フリゲート（DE-1167）

 ギリシャ海軍
- イドラ級フリゲート（DE-1160BおよびDE-1163）

 サウジアラビア海軍
- バドル級コルベット（DE-1160B）

 スペイン海軍
- バレアレス級フリゲート（DE-1160LF）
- アルバロ・デ・バサン級フリゲート（DE-1160LF）

 中国人民解放軍海軍
- 旅滬型駆逐艦（DE-1164; DE-1163も保有の可能性）

 トルコ海軍
- ヤウズ級フリゲート（DE-1160）
- バルバロス級フリゲート（DE-1160）
- サーリヒレイス級フリゲート（DE-1160）

## OQS-8
海上自衛隊が運用する中周波アクティブ・ソナーであるOQS-8は、DE-1160シリーズの派生型で、日立製作所によりライセンス生産されており、DE-1167におおむね匹敵するとされている。
搭載艦
- あぶくま型護衛艦（61-01DE）
- 潜水艦救難艦「ちはや」